# Flådens friske fyre
Flådens friske fyre er en dansk film fra 1965, instrueret af Finn Henriksen og skrevet af Carl Ottosen. Den handler om tre fiskerkammerater fra Lynæs, der bliver indkaldt Flåden.

## Medvirkende
- Dirch Passer
- Ghita Nørby
- Ove Sprogøe
- Paul Hagen
- Hans W. Petersen
- Carl Ottosen
- Kai Emil Holm
- Karl Stegger
- Preben Mahrt
- Sigrid Horne-Rasmussen
- Bent Vejlby
- Axel Strøbye
- Gyda Hansen
- Hugo Herrestrup
- Jesper Langberg
- Svend Bille
- Bjørn Spiro
- Holger Vistisen